# Moropsyche parvissima
Moropsyche parvissima är en nattsländeart som beskrevs av Schmid 1954. Moropsyche parvissima ingår i släktet Moropsyche och familjen Apataniidae. Inga underarter finns listade i Catalogue of Life.